# Mikuláš Šubič Zrinský
Mikuláš IV. Zrinský nebo Miklós IV. Zrínyi (maďarsky: Zrínyi Miklós, [ˈzriːɲi ˈmikloːʃ]; 1507/1508 – 7. září 1566), také běžně známý jako Mikuláš Šubić Zrinský, byl chorvatsko-uherský šlechtic a vojevůdce, chorvatský bán v letech 1542–1556, královský taverník od roku 1557 až do své smrti v roce 1566 a potomek významných chorvatských šlechtických rodů Zrinských a Kurjakovićů. Za jeho života se rod Zrinských stal nejmocnějším šlechtickým rodem v Chorvatském království.
Zrinský se proslavil po celé Evropě svou rolí při obléhání Szigetváru (1566), kde hrdinně padl při obraně města před Osmanskou říší a zastavil postup sultána Sulejmana Nádherného směrem na Vídeň. Význam této bitvy byl považován za tak velký, že francouzský kardinál a státník Richelieu ji označil za „bitvu, která zachránila civilizaci“. Zrinský se stal vzorem věrného a obětavého bojovníka, křesťanského hrdiny a národního symbolu v Chorvatsku i Maďarsku a často se objevuje v uměleckých ztvárněních.

## Život a kariéra

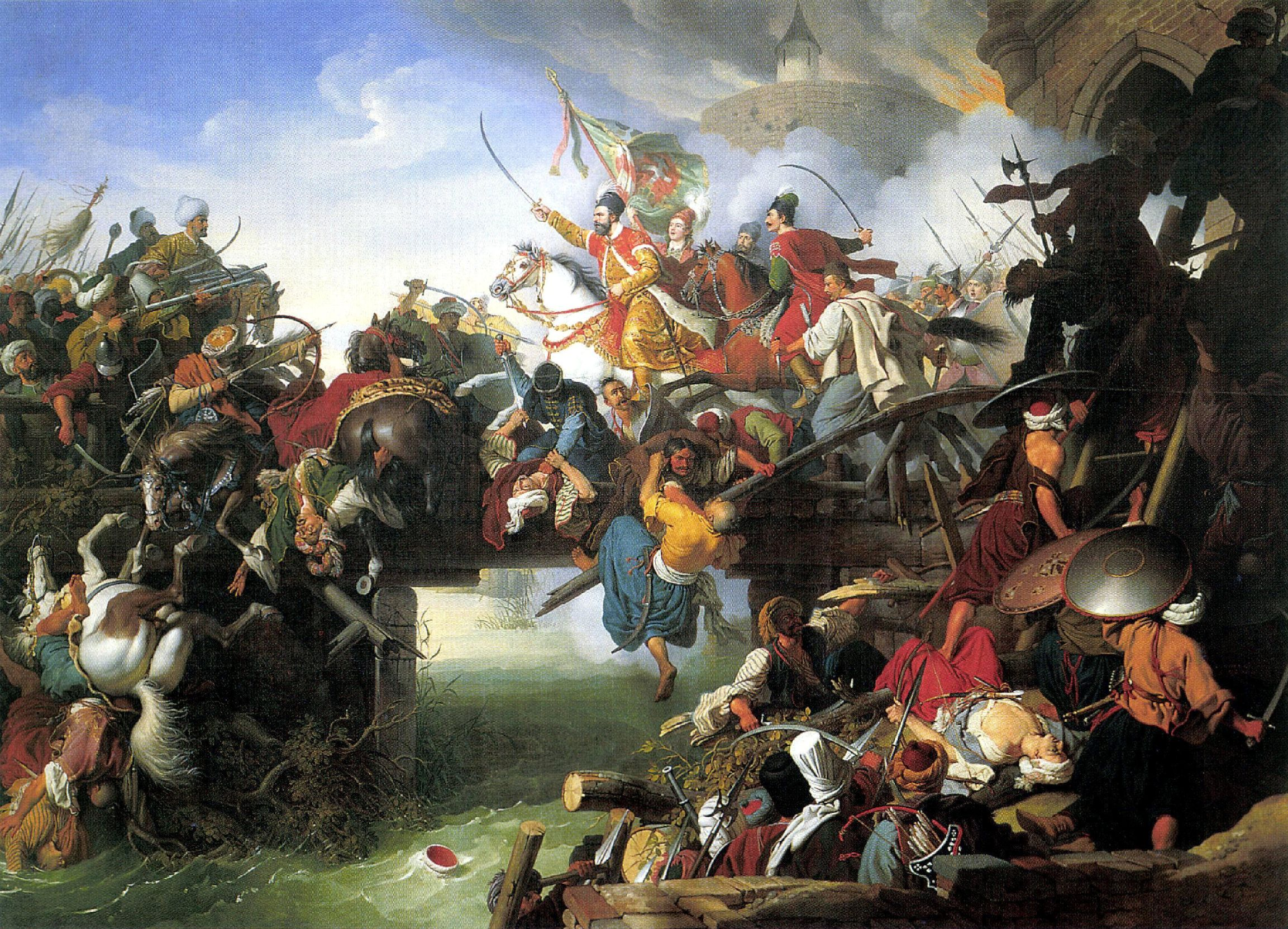
Mikulášův výpad ze Szigetváru.

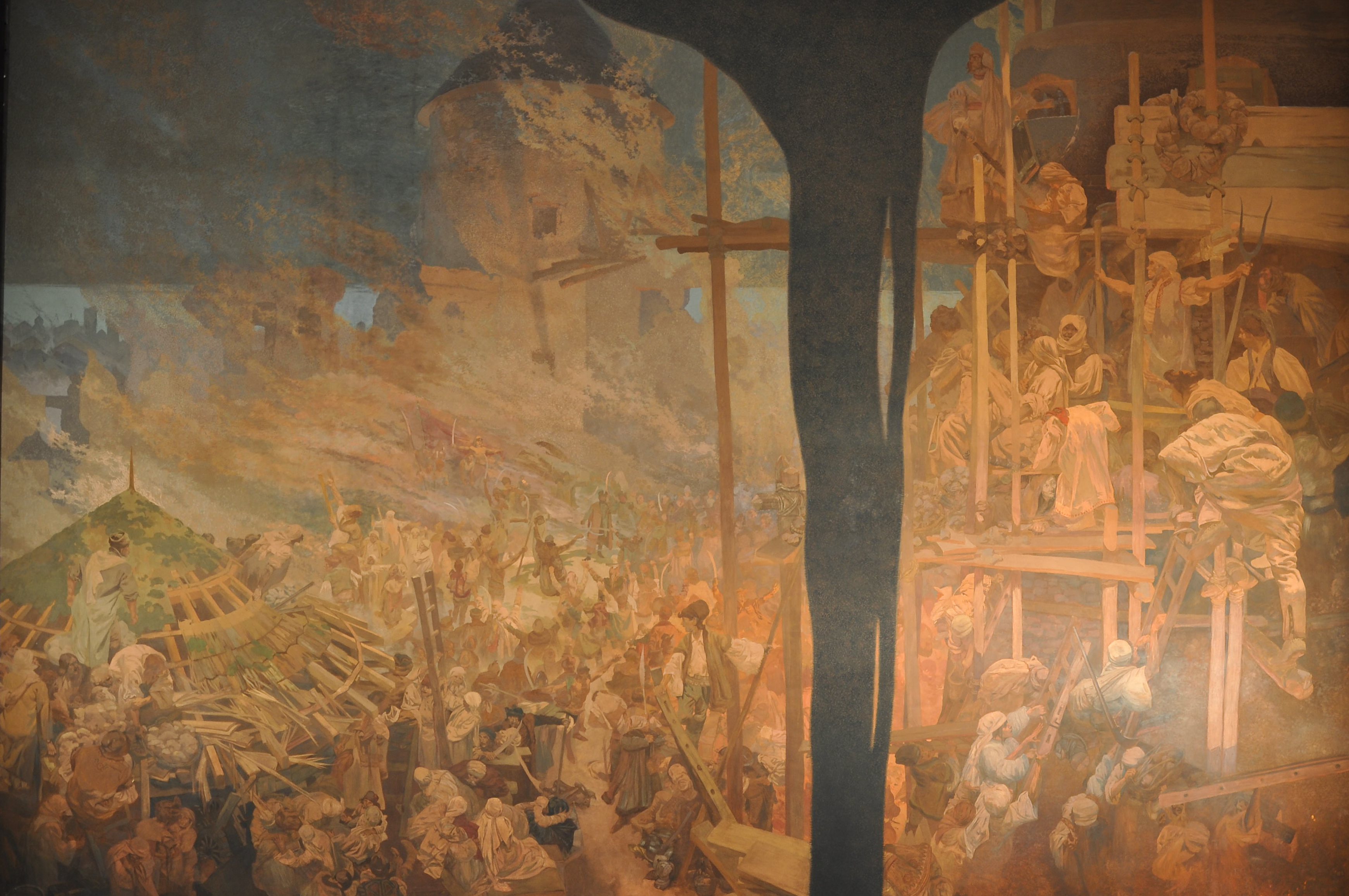
Alfons Mucha: „Mikuláš Zrinský při obraně Szigetváru“, olej na plátně, 1914.

Jako mladík se účastnil bitvy o Vídeň v roce 1529. 

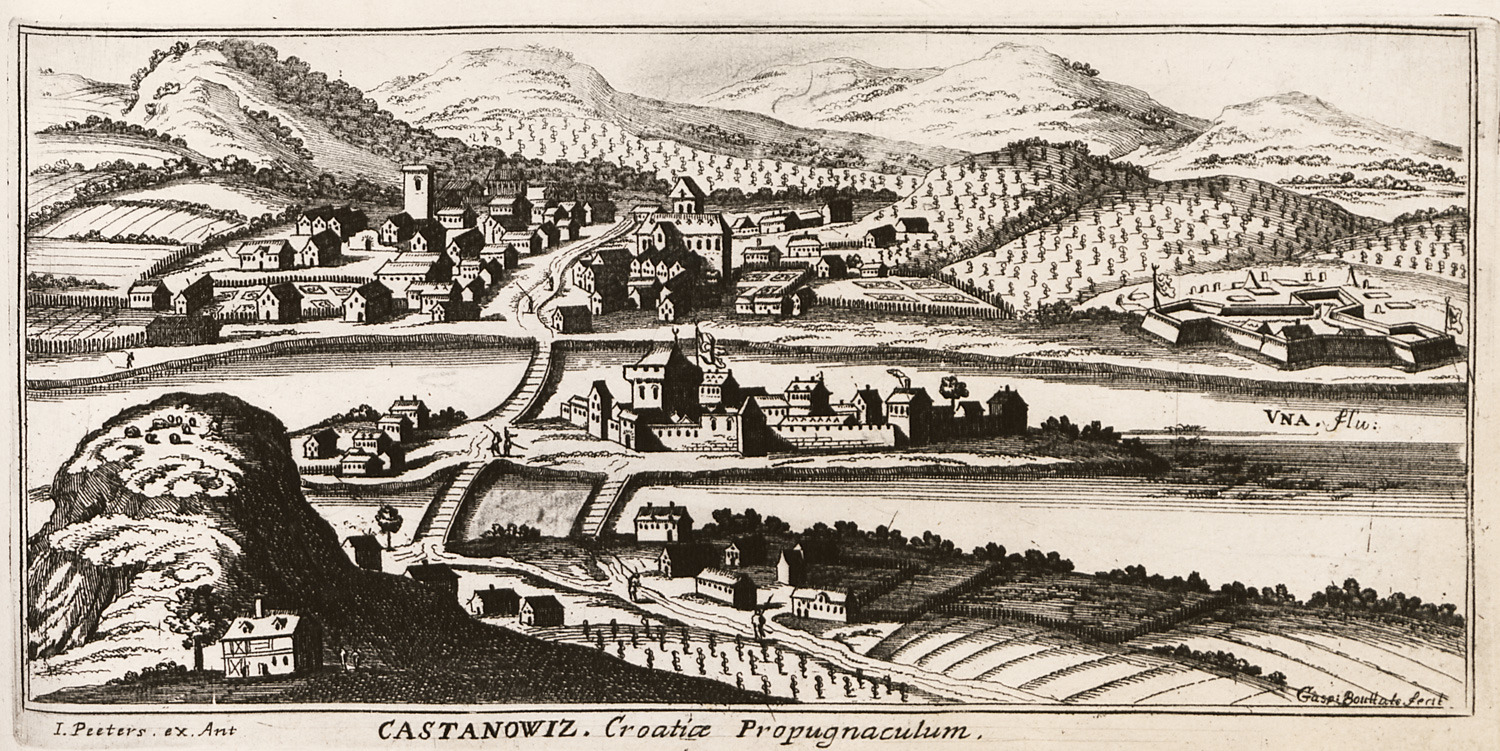
Kostajnická pevnost, kde Zrinský zavraždil Johanna Katzianera, vyryl Gaspar Bouttats, 1686

V lednu 1539 hrabě Mikuláš IV. Zrinský zavraždil velitele císařské armády Johanna Katzianera v Kostajnické pevnosti, protože Katzianer zradil krále Ferdinanda I. Habsburského, začal osnovat spiknutí ve prospěch uchazeče o uherský trůn Jana Zápolského a spolupracoval s Osmany. Během následujícího roku byly statky bratří Zrinských opět napadeny osmanskými vojsky. Do června 1540 čelili spojeným silám Husrev-bega, Murat-bega Tardiće a Mehmed-bega Jahjapašiće. Kvůli nedostatečné pomoci ze strany rakouské armády byla Kostajnická pevnost dočasně ztracena ve prospěch Turků. Zrinský a Gvozdanský hrad se ubránily, avšak těžební oblasti a další majetky byly zpustošeny. Útok se jim však nakonec podařilo úspěšně odrazit a od té doby rod Zrinských nepřetržitě bojoval proti Osmanské říši.
Roku 1542 přispěl k záchraně císařské armády u Pešti a získal za to titul bána. V roce 1543 se oženil s Kateřinou Frankopanovou, s níž měl několik dětí, mezi nimi Jiřího IV. Zrinského.
Porazil Turky v několika bitvách (např. u Somlyó a Babócsy). V roce 1561 ovdověl a v roce 1564 se oženil s českou šlechtičnou Evou z Rožmberka, sestrou Petra Voka, která mu v jejich krátkém manželství porodila syna Jana, kterého Petr Vok později vychoval a určil svým dědicem.
Mikuláš Šubič ještě jednou porazil Turky (u Segedína roku 1564), ale roku 1566 hrdinně padl v bitvě o vodní hrad Szigetvár. Ve chvíli, kdy celá pevnost byla v plamenech, nechal otevřít bránu, a vyrazil se zbytkem svých vojáků vstříc jisté smrti. Tímto činem se stal maďarským a chorvatským národním hrdinou.

### Odkaz a pocty
Mikuláš Zrinský je hrdinou první chorvatské epické skladby Vazetje Sigeta grada (vytištěna 1584), kterou napsal Brne Karnarutić.
V knize Trpimira Macana Dějiny Chorvatů je pro něj užita přezdívka „nový Leonidas“. V době vrcholící Napoleonovy expanze o něm roku 1812 napsal historické drama „Zriny“ německý, ve Vídni činný romantický básník a dramatik Theodor Körner (1791–1813).
Byl pradědem maďarského spisovatele a šlechtice Mikuláše Zrinského. V Chorvatsku i Maďarsku je po něm pojmenováno mnoho ulic a náměstí, a také chorvatský koňak Zrinski.
Chorvatský skladatel Ivan Zajc (1832–1914) o obraně Szigetváru napsal operu Mikuláš Šubič Zrinský (1876), která je považována za chorvatskou národní operu.
Český malíř Alfons Mucha v roce 1914 namaloval obraz Hájení Sigetu proti Turkům Mikulášem Zrinským.